# Герб Турки
Герб Турки — офіційний символ міста Турки. Затверджений 13 серпня 1992 року рішенням виконавчого комітету міської ради. Автор проекту — А. Гречило. Герб є промовистим.

## Опис
У золотому полі чорний тур, у зеленій главі три срібні ялинові пагони. Щит обрамований декоративним картушем та увінчаний срібною міською короною.

## Історія
Влітку 1992 року Українське геральдичне товариство на прохання Турківської міської ради розробило сучасні символи для міста Турки. Проекти виконав голова УГТ Андрій Гречило. 